# Star Wars: Episode VII: The Force Awakens (soundtrack)
Star Wars: Episode VII: The Awakens is de soundtrack van de film Star Wars: Episode VII: The Force Awakens. Het album werd gecomponeerd door John Williams en werd gelijktijdig met de film op 18 december 2015 uitgebracht door Walt Disney Records.
In juni 2013 werd bevestigd dat John Williams zal terugkeren voor het schrijven van de originele filmmuziek, zoals bij de voorgaande zes delen. In december 2014 begon hij met componeren voor de film. De opnamesessies begonnen op 1 juni 2015 bij de Sony Pictures Studios. De opnames werden verspreid over een periode van vijf maanden en werden afgerond in november 2015. Williams kon vergeleken met vorige films niet beschikken over de London Symphony Orchestra en werd daarom opgenomen door een freelance negentig koppig orkest. Het orkest werd gedirigeerd door Williams en grotendeels door William Ross. Het album ontving positieve recensies op AllMusic (4 sterren). Het album kwam de eerste week binnen op plaats 5 in de Amerikaanse Billboard 200.

## Tracklijst
1. "Main Title and the Attack on the Jakku Village" - 6:25
2. "The Scavenger" - 3:39
3. "I Can Fly Anything" - 3:10
4. "Rey Meets BB-8" - 1:31
5. "Follow Me" - 2:54
6. "Rey's Theme" - 3:11
7. "The Falcon" - 3:32
8. "That Girl with the Staff" - 1:58
9. "The Rathtars" - 4:05
10. "Finn's Confession" - 2:08
11. "Maz's Counsel" - 3:07
12. "The Starkiller" - 1:50
13. "Kylo Ren Arrivés at the Battle" - 2:00
14. "The Abduction" - 2:23
15. "Han and Leia" - 4:41
16. "March of the Resistance" - 2:34
17. "Snoke" - 2:03
18. "On the Inside" - 2:06
19. "Torn Apart" - 4:19
20. "The Ways of the Force" - 3:14
21. "Scerzo for X-Wings" - 2:32
22. "Farewell and the Trip" - 4:55
23. "The Jedi Steps and Finale" - 8:51

## Hitnoteringen
| Hitlijst                    | Hoogste positie |
| --------------------------- | --------------- |
| Nederlandse Album Top 100   | 26              |
| Vlaamse Ultratop 200 Albums | 19              |

### NPO Klassiek Filmmuziek Top 200
| Als Star Wars in de NPO Klassiek Filmmuziek Top 200 | Als Star Wars in de NPO Klassiek Filmmuziek Top 200 | Als Star Wars in de NPO Klassiek Filmmuziek Top 200 | Als Star Wars in de NPO Klassiek Filmmuziek Top 200 | Als Star Wars in de NPO Klassiek Filmmuziek Top 200 | Als Star Wars in de NPO Klassiek Filmmuziek Top 200 | Als Star Wars in de NPO Klassiek Filmmuziek Top 200 | Als Star Wars in de NPO Klassiek Filmmuziek Top 200 | Als Star Wars in de NPO Klassiek Filmmuziek Top 200 | Als Star Wars in de NPO Klassiek Filmmuziek Top 200 | Als Star Wars in de NPO Klassiek Filmmuziek Top 200 |
| Jaar                                                | 2016                                                | 2017                                                | 2018                                                | 2019                                                | 2020                                                | 2021                                                | 2022                                                | 2023                                                | 2024                                                | 2025                                                |
| --------------------------------------------------- | --------------------------------------------------- | --------------------------------------------------- | --------------------------------------------------- | --------------------------------------------------- | --------------------------------------------------- | --------------------------------------------------- | --------------------------------------------------- | --------------------------------------------------- | --------------------------------------------------- | --------------------------------------------------- |
| Positie                                             | 18                                                  | 5                                                   | 3                                                   | 3                                                   | 3                                                   | 5                                                   | 3                                                   | 5                                                   | 7                                                   | 6                                                   |